# 斯塔夫罗尼基塔修道院
斯塔夫罗尼基塔修道院 (希臘語：Μονή Σταυρονικήτα, Moní Stavronikíta；英语：Stavronikita Monastery) 是希腊阿索斯山的一座东正教修道院，供奉圣尼古拉，名列第15位。它位于圣山半岛东海岸中部海边岩石的顶部，伊维龙修道院和潘多克拉托罗斯修道院之间。该修道院祝圣于1536年，目前有30至40名修士。

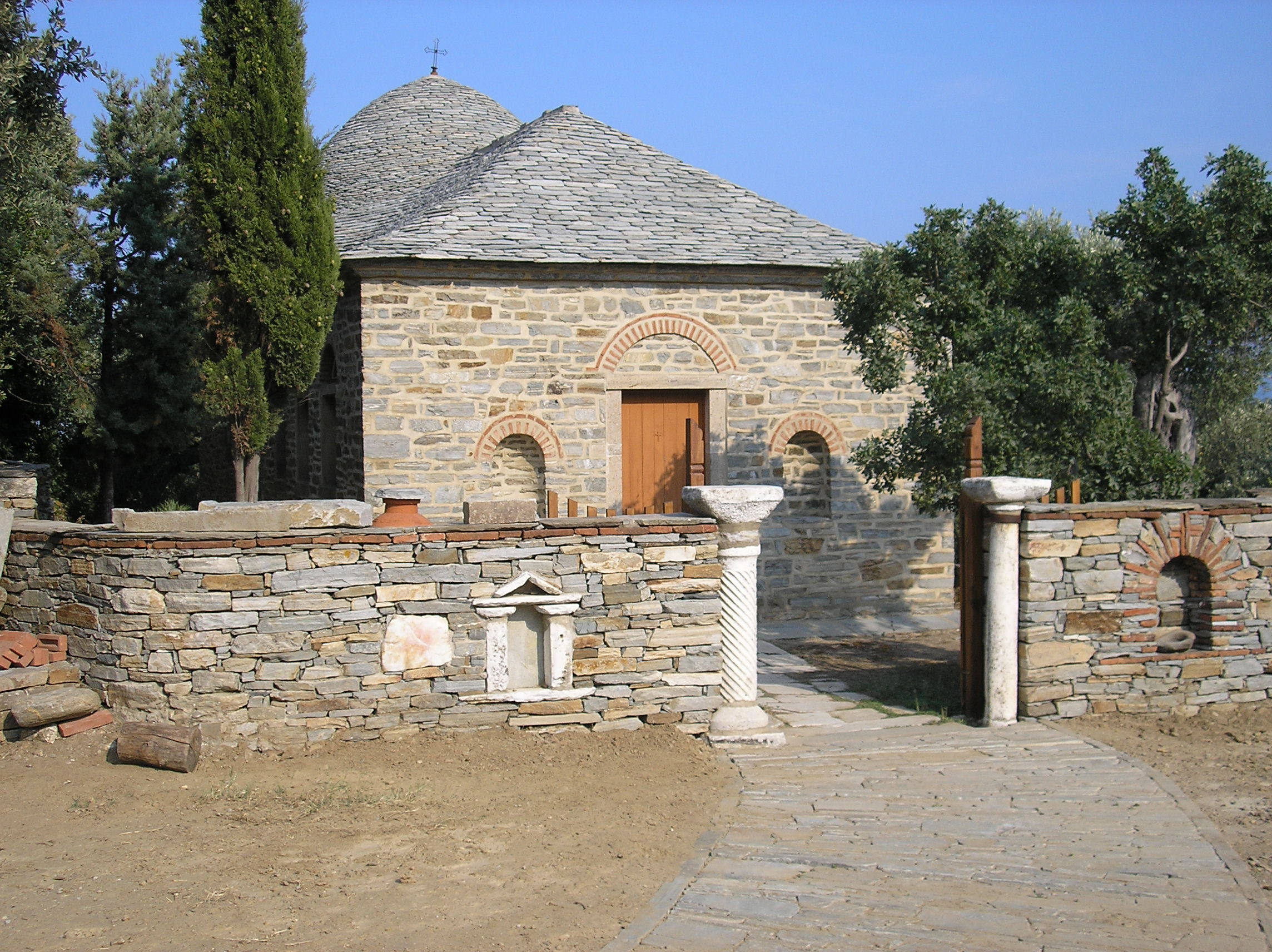

在19世纪初希腊独立战争期间，斯塔夫罗尼基塔修道院以及整个圣山，经历了严酷的时代，一度被遗弃。此后，修道院又因1864年、1874年、1879年的三次大火遭受重创。重建的修道院又被债务缠身。到20世纪下半叶，修道院已被基本放弃。1981-1999年，修道院得到修复加固。

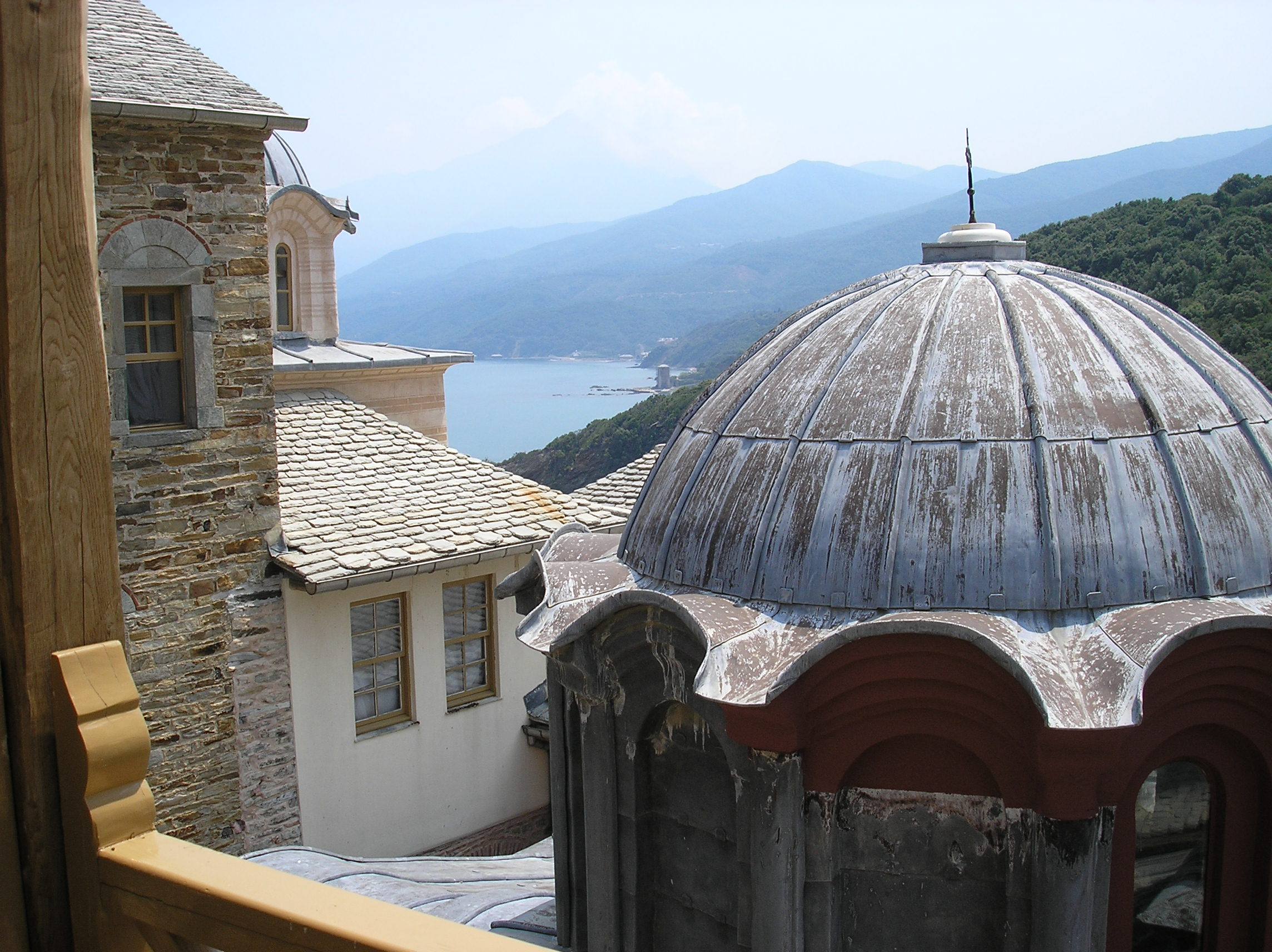

修道院拥有著名的14世纪圣尼古拉像，在海底意外发现。传说当修士取下停留在圣尼古拉额头的牡蛎时，圣人的额头流血。

## 书目
- Kadas, Sotiris. . Athens: Ekdotike Athenon. ISBN 960-213-199-3 （希腊语）.
- Harkiolakis, Nikolaos. . Mount Athos: Stavronikita monastery. ISBN 960-86507-0-4 （希腊语）.